# 諳厄利亜語林大成
諳厄利亜語林大成（あんげりあごりんたいせい）は、本木庄左衛門（正栄）が中心になって編纂した日本初の英和辞典。文化11年（1814年）に完成した。

## 概要
文化5年（1808年）のフェートン号事件に衝撃を受けた幕府はイギリス研究の必要性を痛感し、阿蘭陀通詞（オランダ語通詞）らに英語習得を命じ、編纂させた。イギリス駐在経験のあるオランダ人ヤン・コック・ブロンホフの指導を受け、約6,000語が収録され、発音がカタカナで記されていた。初の英和辞典が編纂されたという功績は重大だが、その発音はオランダ語訛りが強いなど、不十分な点があった。
編纂には本木の他、通詞の馬場貞歴、末永祥守、楢林高美、吉雄永保らが当たった。

## 登場する作品
- 吉村昭『海の祭礼』（文春文庫、改版2004年）

発音に不備が多く、森山栄之助がラナルド・マクドナルドに発音を訂正してもらうシーンがある。